# Belisana airai
Belisana airai (лат.) — вид пауков-сенокосцев рода Belisana из подсемейства Pholcinae (Pholcidae). Встречается в Океании (Палау, Каролинские острова). Видовое название дано по месту обнаружения (Airai, 7°22’N, 134°33’E) на территории островного государства Палау.

## Описание
Мелкие пауки-сенокосцы, длина тела самцов около 1 мм. Длина ног первой пары до 4 мм. Коротконогий вид с шаровидной опистосомой; легко отличим от большинства сородичей (кроме B. davao) по темному рисунку на карапаксе и поперечному ряду утолщенных волосков на клипеусе самца. Отличается от B. davao более широко расставленными хелицеральными апофизами самца и более широкими карманами на эпигинуме. Карапакс охристо-желтый с коричневыми краями и парой крупных коричневых пятен, стернум коричневый с множеством светлых мелких пятен, ноги бледно охристо-желтые; опистосома охристо-серая с едва заметными более темными пятнами. Тарсальный орган капсулирован. Ретролатеральный трихоботриум голени 1 не виден; ноги без шипов и изогнутых волосков; с вертикальными волосками в один пролатеральный ряд на голени 1; лапка 1 с ~7 псевдосегментами. Шестиглазые пауки с проксимо-латеральными апофизами на хелицерах самцов. Вид был впервые описан в 2005 году в немецким арахнологом Бернхардом Хубером (Bernhard Huber, Alexander Koenig Research Museum of Zoology, Бонн, Германия).